# Grohe

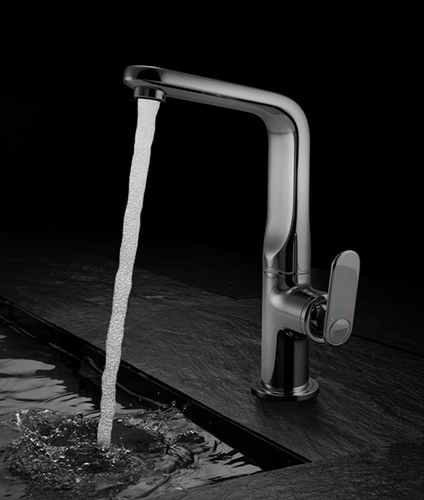
Küchenarmatur

Die Grohe Holding GmbH ist die Konzernobergesellschaft des Grohe-Konzerns, zu dem insbesondere die Grohe AG gehört, ein deutscher Hersteller von Armaturen und Sanitärprodukten mit Satzungssitz in Hemer und Verwaltungssitz in Düsseldorf. Seit 2014 gehört Grohe zur japanischen Lixil Group. 
Grohe ist nicht identisch mit dem Unternehmen Hansgrohe, das ebenfalls ein deutscher Armaturenhersteller ist.

## Geschichte

### Grohe als Familienunternehmen (bis 1998)

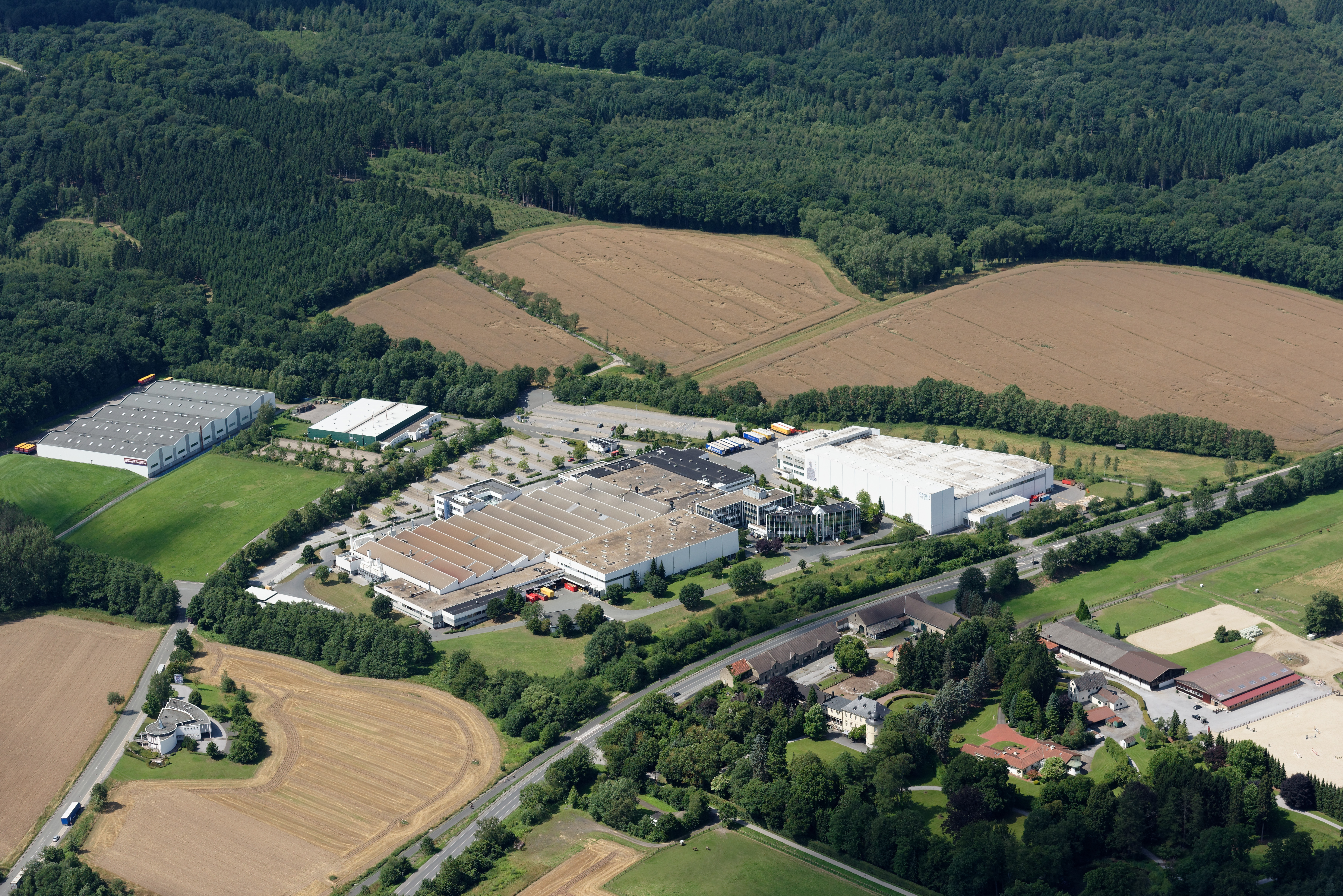
Im mittleren Bildbereich: Werksgelände Hemer (2015)

1936 kaufte Friedrich Grohe, der Sohn des Schiltacher Armaturenherstellers Hans Grohe (siehe Hansgrohe), mit Zustimmung seines Vaters die 1911 in Hemer gegründete Kleineisenfabrik Berkenhoff & Paschedag und konzentrierte die Fertigung auf Badezimmerarmaturen. Zwei Jahre nach dem Kauf gab es erste Aufträge aus dem Ausland. 1948 wurde das Unternehmen in Friedrich Grohe Armaturenfabrik umbenannt.
1956 übernahm Grohe die 1873 gegründete Carl Nester Armaturenfabrik mit Sitz in Lahr/Schwarzwald. Nach dem Kauf wurde das Unternehmen in Grohe Thermostat GmbH umbenannt. Im gleichen Jahr brachte Grohe ein automatisches Mischventil mit Thermostat unter dem Namen Skalatherm auf den Markt, das auch „Volksthermostat“ genannt wurde. 1961 wurde die erste ausländische Tochtergesellschaft in Frankreich gegründet. Im Jahr 1962 wurde die exklusive Lizenz des von Alfred M. Moen erfundenen Einhebelmischers erworben. Nachdem Friedrich Grohe im Jahr 1961 nach dem Tod des damaligen Geschäftsführers (Hans Grohe Junior) zusätzlich die Geschäftsführung von Hansgrohe übernommen hatte, verkaufte er 1968 51 % der Gesellschaftsanteile an der Friedrich Grohe Armaturenfabrik an International Telephone and Telegraph (ITT). In den Folgejahren gründete das Unternehmen Auslandsgesellschaften in den Niederlanden (1973), den Vereinigten Staaten (1975), Großbritannien und Spanien (1978) sowie in Belgien (1979). 1982 startete die Produktion im neu errichteten Werk Hemer-Edelburg. Unter dem Markennamen Ladylux führte Grohe 1983 auf dem US-amerikanischen Markt die erste ausziehbare Spülbrause ein. 1983 starb Friedrich Grohe; seine Söhne Charles und Bernd Grohe kauften ein Jahr später die Gesellschaftsanteile von ITT zurück. Seit 1983 wurden die Produkte des Unternehmens exklusiv von Grome Marketing im Nahen Osten, im östlichen Mittelmeerraum sowie in Nord- und Westafrika vertrieben. Später im Jahr 1993 erwarb Grohe 50 Prozent von Grome, was zu einem Joint Venture zwischen der Mesma Holdings Ltd. und der Grohe AG führte.
1989 wurden ein Teil des Werkes in Lahr neu gebaut und ein Logistikzentrum in Hemer-Edelburg eingeweiht. 1991 wurden die Herzberger Armaturen GmbH in Brandenburg und die 1817 gegründete Armaturenfabrik H. D. Eichelberg & Co. GmbH aus Iserlohn aufgekauft. Zudem wurde die Gesellschaft in die Aktiengesellschaft Friedrich Grohe AG umgewandelt und an die Börse geführt. Durch Übernahme der 1910 gegründeten DAL/Rost-Gruppe kam 1994 deren Werk in Porta Westfalica dazu. Zudem wurde die Tempress Ltd. aus Mississauga in Ontario (Kanada) übernommen. In Hemer entstanden ein neues Technikum und eine Werksverwaltung. 1996 expandierte Grohe nach Portugal und Thailand. 1997 wurde im Stammsitz in Hemer ein Design-Center eröffnet.

### Im Besitz von Finanzinvestoren (1999–2014)
1999 wurde das Unternehmen für geschätzte 1,2 Milliarden Euro vollständig an die Investorengruppe BC Partners verkauft. Grund waren nach Aussage von Charles Grohe die unerträglichen politischen Rahmenbedingungen. Die Familie Grohe hielt 74 % der Stammaktien. Es wird geschätzt, dass BC Partners zusammen mit anderen Investoren rund 390 Millionen aus Eigenmitteln aufbrachte, den Rest über Kreditaufnahmen. 2003 zahlte das Unternehmen inklusive Zinsen 200 Millionen Euro des von den Gesellschaftern eingebrachten Kapitals zurück. Kritiker sagen, das Unternehmen und seine Mitarbeiter bezahlten auf diesem Weg ihren eigenen Verkauf.
Das Unternehmen Grohe war zum Zeitpunkt des Verkaufs Weltmarktführer und wies 1999 eine Umsatzrendite von rund zwölf Prozent sowie eine Eigenkapitalquote von circa 50 Prozent auf. Die bisherigen Expansionen wurden aus Rücklagen finanziert.
2004 wurde Grohe von BC Partners an ein Investorenkonsortium aus Texas Pacific Group und CSFB Private Equity (einer Tochter der Schweizer Credit Suisse) veräußert. Die neuen Investoren zahlten beim Einstieg rund 1,5 Milliarden Euro.

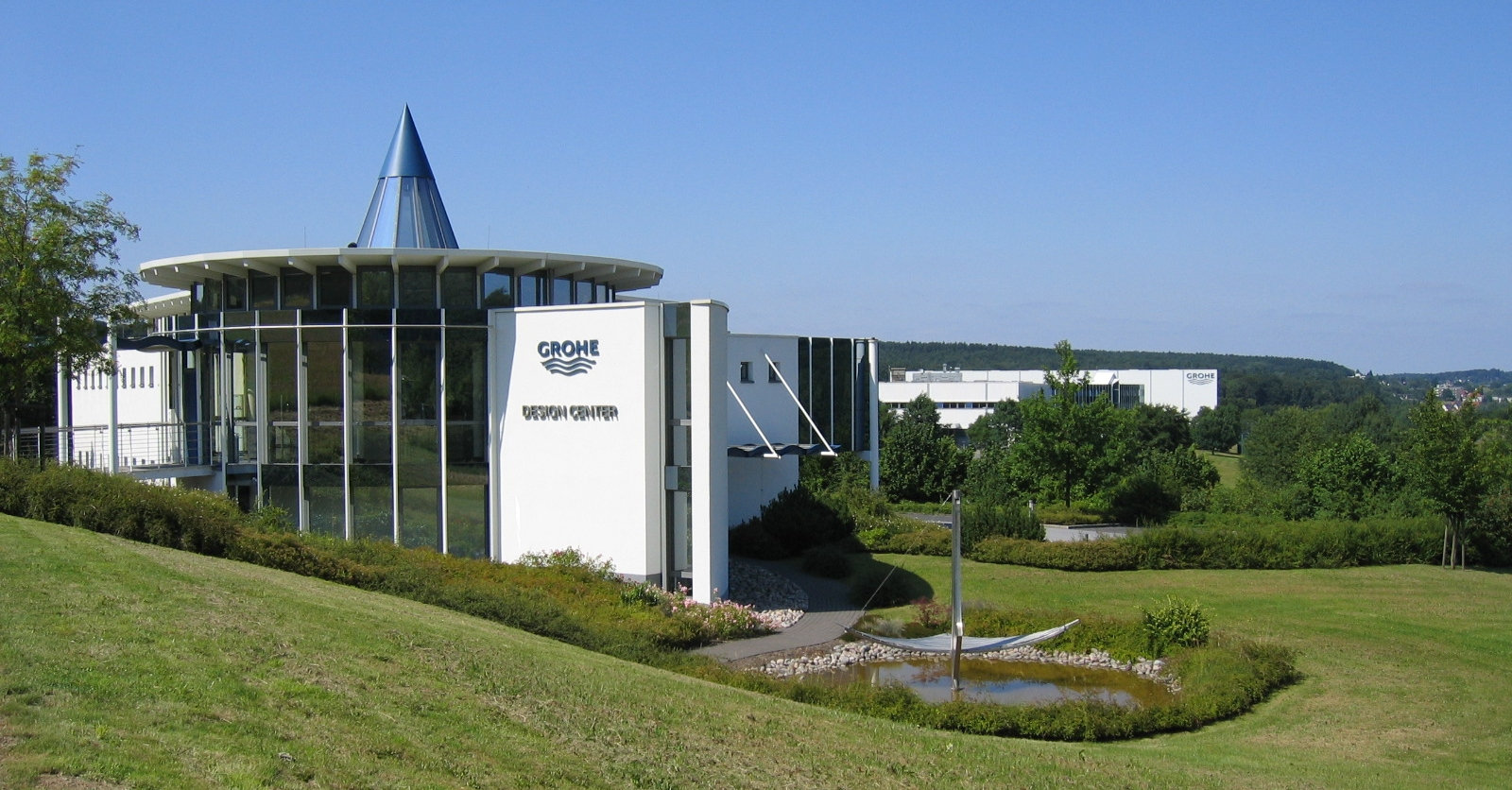
Grohe Technology- und Design-Center, Hemer-Edelburg (2005)

Um das Unternehmen nach Jahren der Stagnation wieder zu Umsatz- und Ertragswachstum zu bringen, wurden 2005 Einsparungen von 150 Millionen Euro pro Jahr ab dem Jahr 2007 angekündigt. An den deutschen Produktionsstandorten in Lahr, Hemer und Porta Westfalica sollten im Rahmen einer Restrukturierung zur Senkung der Fixkosten rund 950 Arbeitsplätze abgebaut werden. Zusätzlich wurde das Werk in Herzberg/Elster geschlossen. Gleichzeitig sollten durch Verlagerungen und Erweiterungen der Produktion in Thailand und Portugal rund 500 neue Arbeitsplätze außerhalb Deutschlands geschaffen werden. Das Unternehmen plante zudem Investitionen bis 2009 von rund 200 Millionen Euro, rund zwei Drittel davon in Deutschland in die Optimierung von Produktionstechnologie und Logistik. Wirtschaftsgeschichtlich von Bedeutung ist diese Restrukturierung, da sie die von Franz Müntefering 2005 angestoßene Heuschreckendebatte auslöste.
Im Jahr 2008 zog die Unternehmenszentrale von Hemer nach Düsseldorf. Im Frühjahr 2011 übernahm Grohe den chinesischen Sanitär-Marktführer Joyou mehrheitlich und schloss ein öffentliches Übernahmeangebot erfolgreich ab.

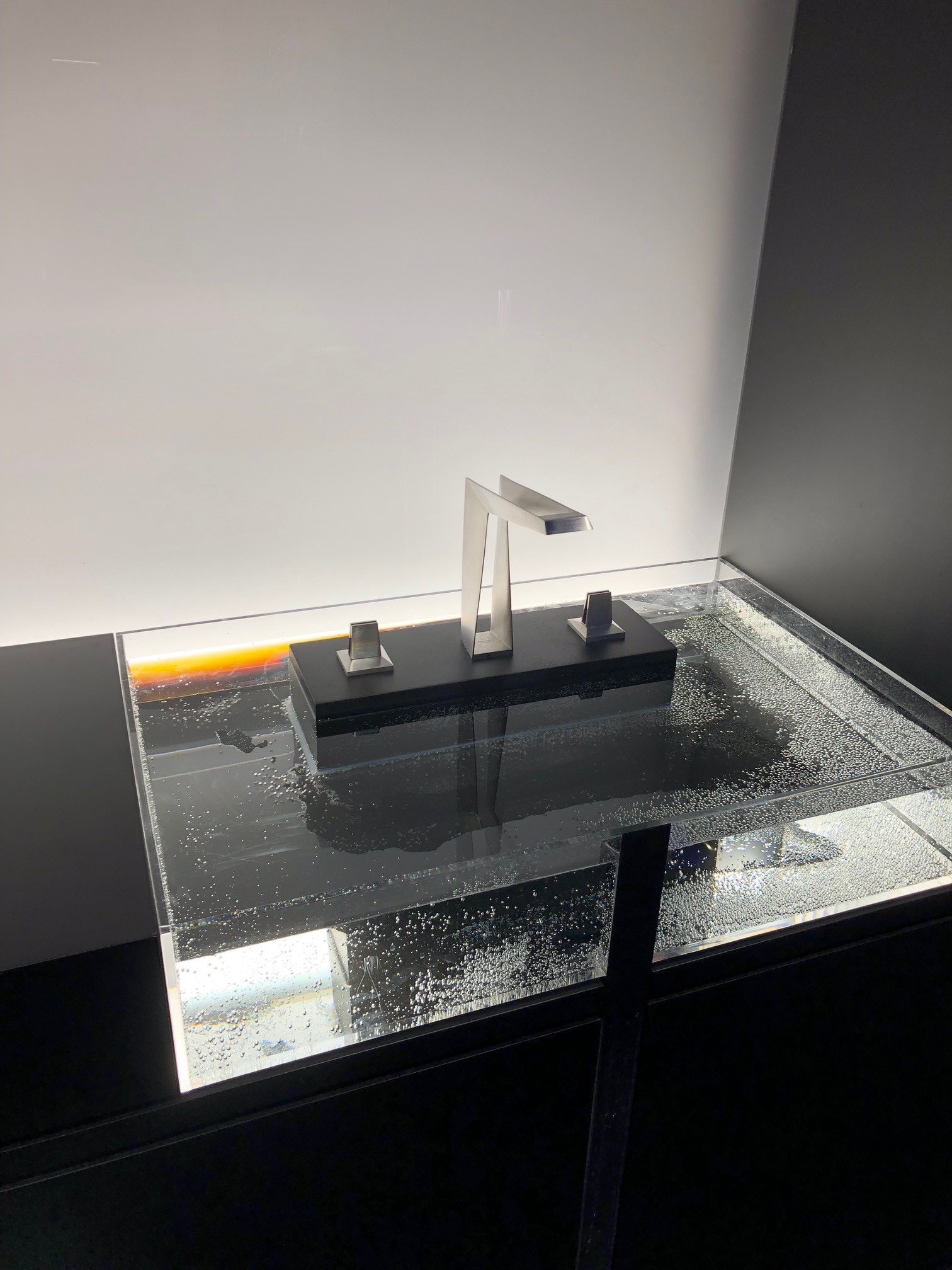
In einem 3D-Drucker hergestellter Wasserhahn

### Übernahme durch Lixil (seit 2014)
Im Januar 2014 übernahmen die japanische Lixil Group und die Development Bank of Japan (DBJ) insgesamt 87,5 Prozent von Grohe. Grohe bleibt innerhalb der Lixil Group eine eigenständig geführte Marke.
Mitte 2014 erwarb Grohe die Mehrheit am Watertech-Portfolio von der südafrikanischen Dawn Ltd. Die neue Gesellschaft, die den Namen Grohe Dawn Watertech Holdings erhielt, gehört zu 51 Prozent Grohe und zu 49 Prozent Dawn. Eine der Beteiligungsmarken ist Cobra, die von Friedrich Grohe gegründet wurde. Im Mai 2015 stellte das Tochterunternehmen Joyou beim Amtsgericht Hamburg einen Antrag auf Eröffnung eines Insolvenzverfahrens.
Durch Investitionen sowie die Schaffung neuer Arbeitsplätze wurde 2017 der Standort Lahr, der auf Kunststofffertigung und Duschsysteme spezialisiert ist, mit über 700 Mitarbeitern zum größten Grohe-Werk in Deutschland. Im Mai 2017 übernahm Grohe die verbliebenen 50 Prozent der Anteile des Joint Venture Grome Marketing von Mesma Holding Ltd. Im November 2017 eröffnete Grohe eine neue Produktionsstätte in Klaeng, Thailand. Ebenfalls im Jahr 2017 brachte Grohe ein programmierbares Dusch-WC auf den Markt und eröffnete den neuen Produktbereich Smarthome, über den das Unternehmen mit dem Grohe Sense einen Wassersensor und mit Grohe Sense Guard ein vernetztes System vertreibt, das vor Rohrbrüchen und Lecks schützen soll.
Anfang Juli 2018 gründete das Unternehmen mit der Grohe Logistik Service eine eigene Gesellschaft für seine Logistik-Sparte, die unter dem Dach des Unternehmens geführt wird. 250 Mitarbeiter der Standorte in Hemer und Porta Westfalica wechselten in die neue Gesellschaft.
Im September 2018 kündigte Grohe eine Investition in Höhe von 1,1 Millionen Euro in das Entwicklungslabor in Hemer an, um die Laborfläche zu erweitern und die bis dato örtlich getrennten Bereiche Forschung und Entwicklung dort an einem Ort zusammenzubringen. Auf der Messe ISH stellte Grohe im März 2019 einen Wasserhahn vor, der aus einem extra produzierten Metallpulver im 3D-Drucker hergestellt wird. Auf der gleichen Messe starteten Miele, Viessmann und Grohe einen branchenübergreifenden Dialog im Bereich Intelligent Living zur Digitalisierung in Wohnräumen und digitalen Transformation in Unternehmen und Industrien.

## Badezimmer-Kartell
Wegen Beteiligung am sog. "Badezimmer-Kartell" in den Jahren 1992 bis 2002 musste Grohe 2010 ein Bußgeld von 54,8 Mio. Euro zahlen. Am Kartell waren auch die Unternehmen Hansgrohe, Villeroy & Boch, Duravit, Kludi, Dornbracht, Hansa beteiligt. Sie haben Preise zu Ungunsten von Handel, Handwerk und Verbrauchern künstlich erhöht.

## Auszeichnungen (Auswahl)
Friedrich Grohe wurde vor allem seit den 1990er-Jahren mehrfach ausgezeichnet. Zu den wichtigsten Auszeichnungen gehört der Deutsche Marketing-Preis 1996 und der Ehrenpreis für Corporate Design und Design Management des Landes Nordrhein-Westfalen.
- 1996: Deutscher Marketing-Preis[34]
- 1997: Ehrenpreis für Corporate Design und Design Management des Landes Nordrhein-Westfalen[35]
- 2004: Red Dot Design Award für die Armaturenlinie „F1“[36]
- 2004: Materialica Design & Technology Award für die Armaturenlinie „F1“[37]
- 2005: iF product design award[38]
- 2007: iF design award für „Allure“[39]
- 2009: iF product design award[40]
- 2011: Green Good Design Award des Chicago Athenaeum Museum of Architecture and Design[41]
- 2014: Corporate Finance Stetigkeitspreis der Börsen-Zeitung. Die Zeitung würdige damit die Restrukturierung des Unternehmens unter Leitung von Private-Equity-Investoren und den „sehr erfolgreichen Abschluss“ durch die Übernahme der Lixil-Gruppe[42]
- 2017: CSR-Preis der Bundesregierung für eine nachhaltige Produktion und für Arbeits- und Sozialstandards in der Kategorie „Unternehmen mit 1000 und mehr Beschäftigten“[43]
- 2017: Als einziges deutsches Unternehmen im Change-the-World-Ranking des US-Wirtschaftsmagazins Fortune als eines von 50 internationalen Unternehmen, deren globales Wirken sich positiv auf die Gesellschaft auswirke.[44][45]
- 2017: Iconic Awards, drei Best of Best Iconic Awards für das Trinkwassersystem „Blue Home“, die Küchenarmatur „Concetto Professional“ und die Kopfbrause „Euphoria 260“. Weitere vier Preise erhielt Grohe für zwei weitere Armaturlinien, eine Unterputzarmatur und ein Wassersicherheitssystem. Ferner wurde die Messepräsenz von Grohe auf der Internationalen Sanitär- und Heizungsmesse und die Kommunikation des Unternehmens prämiert.[46]
- 2017: iF Design Awards, drei Auszeichnungen[47]
- 2017: Designpreis des Zentralverbands Sanitär Heizung Klima (ZVSHK) für das Dusch-WC „Sensia Arena“[48]
- 2018: ibau Stein im Brett-Award in der Kategorie „Sanitäre Objekte und Zubehör“[49]
- 2018: Green Product Award für den „Grohe Sense Guard“[50]
- 2020: Deutscher Nachhaltigkeitspreis in der Kategorie Transformationsfeld Ressourcen[51] sowie für „Grohe Blue“ in der Kategorie Design[52]
- 2021: Red Dot Design Award für die digitale Plattform „Grohe X“ in der Kategorie Digital Solutions[53]

## Unternehmensstruktur

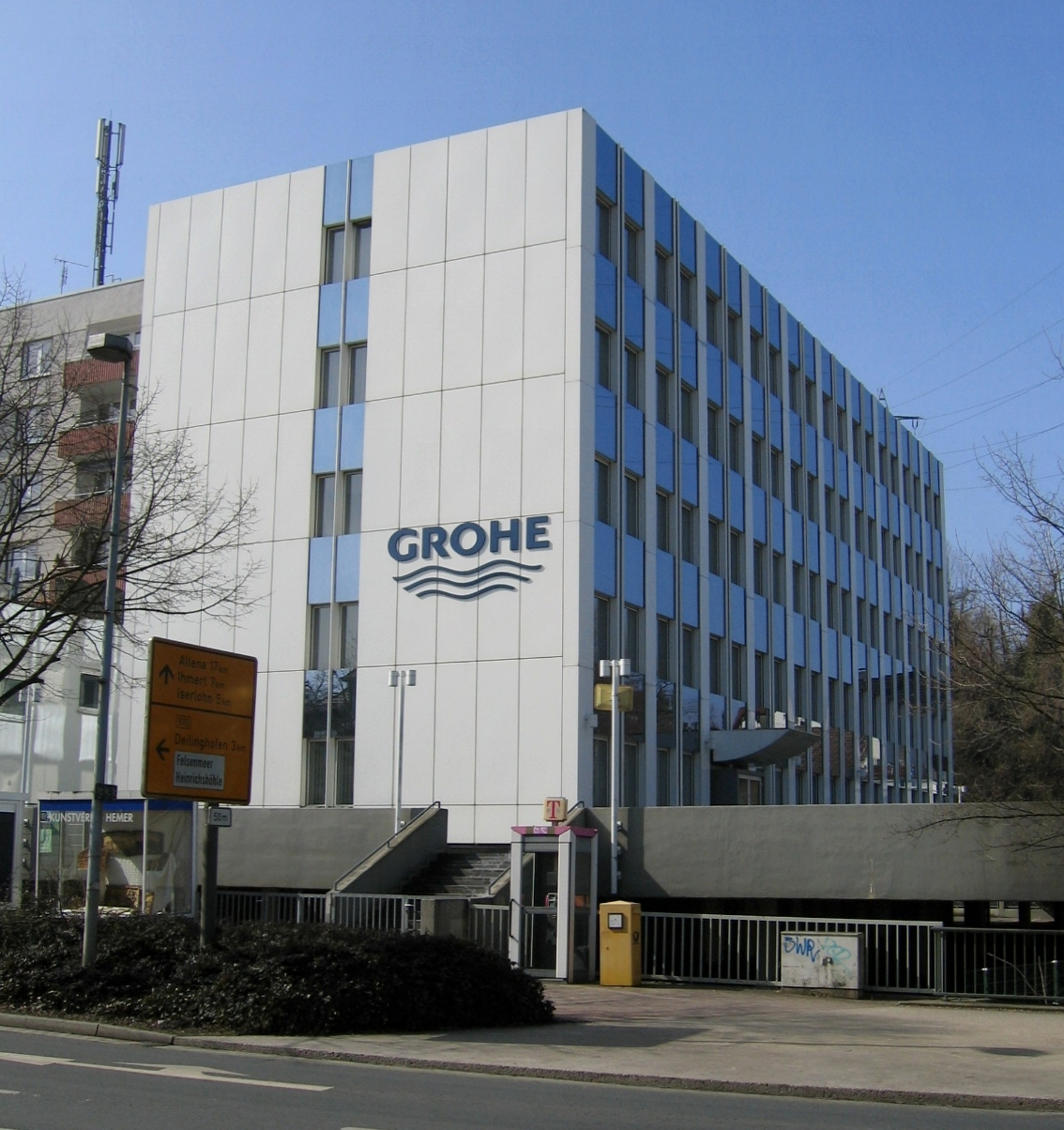
Ehemaliges Verwaltungsgebäude in Hemer (2006)

Der Hauptsitz der Grohe AG befindet sich in Hemer, die Hauptverwaltung in Düsseldorf. Die Grohe AG ist eine Tochtergesellschaft der Grohe Holding GmbH. Die amerikanischen Schwesterunternehmen Grohe America Inc. und Grohe Canada Inc. werden ebenfalls von der Grohe Holding GmbH gehalten. Die Grohe Holding GmbH ist zu 100 Prozent im Besitz der Grohe Group S.à r.l. und fließt so in den Konzernabschluss der Lixil Group ein.

### Werke und Standorte
Grohe hat drei Produktionsstandorte in Hemer, Porta Westfalica und Lahr/Schwarzwald sowie je ein Werk in Thailand und Portugal. Jedes Werk ist auf die Herstellung bestimmter Produkte wie Sanitärarmaturen, Duschen oder Sanitärsysteme spezialisiert. Innovationen und Entwicklungen werden vornehmlich aus Deutschland heraus getrieben. Darüber hinaus wird das Design der Produkte in einem Team am Standort in Düsseldorf entworfen. Für den Vertrieb ist in Deutschland die Grohe Deutschland Vertriebs GmbH mit Sitz in Porta Westfalica zuständig.
Mit 26 eigenen Vertriebsgesellschaften, 34 Niederlassungen sowie verbundenen selbständigen Handelsvertretungen ist das Unternehmen in über 130 Ländern präsent. Grohe verkauft seine Produkte im Wesentlichen über den Sanitärgroßhandel an Installateure und Einzelhändler.
Eine Auflistung wesentlicher Niederlassungen:
- Courbevoie – La Défense (Tochtergesellschaft in Frankreich seit 1961)
- Wien (Tochtergesellschaft in Österreich seit 1965)
- Cambiago (Tochtergesellschaft in Italien seit 1967)
- Zoetermeer (Tochtergesellschaft in den Niederlanden seit 1973)
- Zaventem (Tochtergesellschaft in Belgien seit 1979)[58]
- Barcelona (Tochtergesellschaft in Spanien seit 1984)
- Tokio (Tochtergesellschaft in Japan seit 1991)
- Værløse (Tochtergesellschaft in Dänemark seit 1993)
- Nikosia (Verwaltung der Grome Marketing (Cyprus) Ltd., Grohe hält seit 2017 100 % der Anteile)
- Singapur (Verwaltung der Grohe Pacific Pte. Ltd. seit 1994)
- Moskau (Tochtergesellschaft in Russland seit 2003)
- Shanghai (Tochtergesellschaft in China seit 2001)
- Volketswil (Tochtergesellschaft in der Schweiz seit 2001)

### Produkte
Grohe bietet Produkte in den drei Bereichen Bad, Küche sowie Smarthome und dazugehörige Serviceleistungen an.
Bad: Im Bereich Badezimmerarmaturen stellt das Unternehmen unter anderem Wasserhähne und Waschbecken aus Keramik, Wannen- sowie Duscharmaturen und entsprechende Unterputzvorrichtungen her. Darüber hinaus bietet Grohe WCs an und brachte in dem Segment im Jahr 2017 ein Dusch-WC auf den Markt. Auch Accessoires im Badbereich wie Handtuch- oder WC-Papierhalter verkauft Grohe.
Küche: Grohe bietet Küchenarmaturen wie Wasserhähne, Küchenspülen und Wassersysteme an, die über den Wasserhahn und mit Hilfe entsprechender Wasseraufbereitungsanlagen stilles, sprudelndes oder kochendes Wasser per Knopfdruck liefern. Darüber hinaus verkauft das Unternehmen Ergänzungen und Zubehör wie Trinkwasserflaschen oder Wasserfilter.
Smarthome: Im Bereich Smarthome werden unter dem Markennamen Grohe Sense Wassersensoren angeboten, die auslaufendes Wasser und Frostgefahr erkennen sowie die Luftfeuchtigkeit messen und den Nutzer per App bei Problemen warnen. Der Grohe Sense Guard wird an der Hauptwasserleitung installiert und soll Lecks und geplatzte Rohre erkennen und automatisch die Wasserzufuhr stoppen. Die Wassersensoren und Grohe Sense Guard werden über eine unternehmenseigene Smartphone-App gesteuert.